# Parapsyllipsocus
Parapsyllipsocus – wymarły rodzaj owadów z rzędu psotników, obejmujący jeden znany gatunek: Parapsyllipsocus vergereaui. Żył w kredzie.
Rodzaj i gatunek zostały opisane w 2003 roku przez Vincenta Perrichota, Dany’ego Azara, Didiera Néraudeau i André Nel. Opisu dokonano na podstawie pojedynczego okazu sfosylizowanego w bursztynie, znalezionym we francuskim Les Nouillers i datowanym na późny alb. Autorzy pozostawili pod znakiem zapytania jego przynależność do rodziny i podrzędu. W 2013 Mockford, Lienhard i Yoshizawa zaliczyli go do podrzędu Trogiomorpha bez klasyfikowania w żadnej rodzinie.
Parapsyllipsocus miał przednie skrzydła z odsiebnie otwartą komórką radialną, dość długą i skierowaną ku wierzchołkowi skrzydła żyłką Sc' oraz długą żyłką subkostalną, która nie łączyła się z radialną, ale sięgała przedniego brzegu skrzydła. Tylna para skrzydeł odznaczała się m.in. prostym sektorem radialnym, żyłką medialną sięgającą radialnej i trójkątną komórką bazyradlialną. Holotyp jedynego znanego gatunku ma przednie skrzydła długości 2,76 mm i szerokości 0,92 mm, a jego stopy są trójczłonowe.